# Beneška republika
Beneška republika (beneško Serenìssima Repùblica Vèneta, latinsko Venetiarum Res Publica) je bila mestna država, osnovana v 9. stoletju na ozemlju današnje severovzhodne Italije s središčem v Benetkah. Država je prenehala obstajati konec 18. stoletja (1797). Sprva se je imenovala Ducato di Venezia (Kneževina Benetke)

## Predzgodovina
Leta 580 je bizantinski cesar Tiberij II. Konstantin preuredil posestva na Apeninskem polotoku, da bi bolj učinkovito nastopil proti langobardskemu prodiranju. V ta namen je razdelil obširno ozemlje, ki mu je vladal, v pet eparhij, a že njegov naslednik Mavricij je razumel tako ureditev kot nezadostno, zato je eparhije ukinil in uvedel sedem vojaških gubernij. To so bili eksarhati, na čelu katerih je bil vojaški poveljnik, po grško eksarh. Domače (latinsko) guvernerjevo poimenovanje je bilo kar »dux,« to je »vodja« ali »vojaški poveljnik« (iz latinskega ducere = voditi). Ena od teh sedmih vojaških gubernij je bila tudi Venetika, z latinskim poimenovanjem Venetia maritima (= Obalna Benečija), ki je zavzemala obalo severnega Jadrana od Štivana pri Trstu do Chioggie.

### Nastanek Beneške države
Bizantinski eksarhat Venetika, zgrajen skoraj izključno na otokih, je bil dejansko odrezan od kopnega in se je razvil samo na morju, kjer je s časom dosegel velik ugled. Njegovi »duca« so se spretno izogibali bodisi odprtemu sporu z Langobardi, kot tudi priznavanju bizantinske politike v ikonoklastičnih spopadih z Rimom, kar je Venetiki prizaneslo usodo Ravene. Nasprotno, v neredu in zmedi, ki ju je verski spor zanetil v vsem cesarstvu, se je Beneški eksarhat počasi oddaljeval od centralne oblasti in v kratkem je začel samostojno imenovati svoje vojaške poveljnike. Po tradiciji je bil prvi duca (= knez), oziroma po beneško doge [dođe], to je dož, Paulicio Anafesto, verjetno leta 697. Čeprav je bil takrat eksarhat še trdno povezan in odvisen od Bizanca, imenovanje doža (torej povišanje eksarhata v kneževino) šteje za začetek beneške neodvisnosti.
Že tretji dož, Orso, je bil kar samostojno postavljen leta 726, ko so ga med splošnim uporom proti Bizancu Benečani izvolili brez upoštevanja cesarske oblasti. Formalno je to bil še vedno cesarski uslužbenec, saj se Venetika nikoli ni izrecno umaknila izpod bizantinske oblasti, vendar samostojna izvolitev doža velja za nastanek Beneške republike. Niti se ni Bizanc nikoli uradno odpovedal svojim Jadranskim posestvom, toda že leta 742 je dal Benečanom pravico do imenovanja dožev, kar je bilo dejansko priznanje statusa quo – beneške samostojnosti.
Ko je leta 751 glavni bizantinski eksarhat na evropskem ozemlju, Ravena, zapadel Langobardom, je Venetia maritima oziroma Beneška republika postala glavno središče bizantinske oblasti v Evropi. Vendar ne kot del cesarstva, temveč kot njegov neodvisni predstavnik in sodelavec.

### Politično stanje na Apeninskem polotoku
V začetku 8. stoletja sta vladali na Apeninskem polotoku samo dve sili, Bizantinsko (Vzhodno Rimsko) cesarstvo in Langobardi. Zaradi vztrajnega prodiranja Langobardov je leta 743 eksarh zaprosil za pomoč papeža Zaharijo, ki je sicer posredoval za premirje pri langobardskem kralju, a je istočasno stopil v stik s Franki, ki naj bi mu pomagali proti njemu. Premirje je trajalo samo nekaj let, saj so Langobardi zavzeli Raveno že leta 751 in državljani propadlega eksarhata so se postavili pod okrilje papeža. Zaharijev naslednik Štefan II. je poglobil zavezništvo s Franki s tem, da je pomagal Pipinu Malemu priti na oblast. V zameno je leta 754 Pipin z močno vojsko nastopil proti Langobardom, jih premagal in pridobljena ozemlja podaril papežu Štefanu (promissio carisiaca). To dejanje je imelo pomembne dolgoročne posledice, ker so bila ta ozemlja zametek bodoče Papeške države.
Bizantinsko cesarstvo se je v tej dobi soočalo z eno najhujših kriz vsega svojega obstoja, to je z ikonoklazmom. To je bilo politično-versko gibanje, ki je obsojalo vsako upodabljanje Boga in svetnikov, zato so njegovi pristaši uničevali vse svete podobe. Pobudnik ikonoklazma je bil cesar Leon III., ki je prepovedal čaščenje svetih podob v vsem cesarstvu, a je marsikje naletel na neposlušnost in upiranje, predvsem v Italiji. Prišlo je do velikih nemirov in oboroženih spopadov v vsej državi. Da bi pokoril uporno Raveno, je cesar poslal nadnjo mogočno ladjevje in s silo uveljavil svoje zakone. Vendar je po bitki nenadno neurje uničilo vse cesarske ladje, v čemer so Ravenčani videli božji poseg in odobravanje njihovega stališča. Razglasili so secesijo od Bizanca, kar je posredno pomenilo zbližanje rimski cerkvi.
Poznejši zgodovinarji so mnenja, da je Leon III. nastopil s tako nepreklicno strogostjo samo zato, ker je hotel s tem izzvati papeževo oblast, kar mu je tudi v precejšnji meri uspelo. Ker oddaljeni Bizanc ni mogel voditi dovolj uspešne terenske vojne proti papežu, ga je napadel v doktrinalnih zadevah. Ni šlo torej samo za verski problem, temveč raje za politično potezo proti papeški posvetni oblasti, ki se je z veliko naglico širila in zakrivala cesarski ugled v Evropi.
Zanimivo je stališče Benečanov v okviru evropskega političnega stanja. V 8.stoletju je bila Beneška republika še sestavni del Bizantinskega cesarstva in je strogo izpolnjevala bizantinske zakone, čeprav se je leta 726 opredelila proti ikonoklazmu. Mejila je z mogočno državo Frankov, s katero je prišlo večkrat do nasprotstev, a sovražnosti so se vendar ustavile pri manjših spopadih. Prav tako je Beneška republika ohranila korektne odnose z naraščajočo oblastjo papeža, čeprav so se problemi verskega značaja pojavljali tudi v njenih mejah. Odnosi do teh treh velesil tistega časa dokazujejo odločno nevtralnost Benečanov. Dejansko je bila vsa njihova politična dejavnost omejena na ustvarjanje nove samostojne državice, ki si je počasi pridobivala neodvisnost.

## Zgodovina Beneške republike
V tisočletju svojega obstoja je Beneška republika prešla od zasilnega zatočišča pribežnikov, ki so se umikali pred Huni, do ekonomske velesile, ki je vladala vsemu Sredozemlju. Prva stoletja je država rasla počasi, v senci mogočnega Bizantinskega cesarstva. Ko je pa cesarstvo začelo propadati, je prišla do izraza vsa njena trgovska in pomorska spretnost.
Zanimivo je, da se Benečani dolgo niso proglasili za Benečane, to je državljane Beneške republike. Imeli so se za Bizantince in domovina jim je bila Beneška kneževina (Ducato). To je razvidno tudi iz relativne pomembnosti, ki so jo pripisovali svojemu glavnemu mestu, saj je bil dožev uradni sedež večkrat premeščen, kot so pač narekovale trenutne razmere. Prvi sedež kneževine je bil v kraju Cittanova, nato v mestu Eraclea, od leta 742 pa Malamocco. Sedemdeset let pozneje se je vlada preselila na otok Rialto, ki se ga je dalo bolje braniti. Prav tu se je med 9. in 10. stoletjem organizirala civitas Rivoalti (= mesto Rivoalto), ki se je pozneje preimenovala v civitas Veneciarum (= mesto Benečanov) in je postala center mesta Benetke. Iz tega bi se dalo sklepati, da so se Benečani proglasili za samostojne šele proti koncu 10. stoletja.

### Prvo obdobje republike
Kneževina (ducato), ki je nastala z ukinitvijo eksarhata in imenovanjem kneza/doža leta 697, je trajala, z nekaj presledki, do polovice 12. stoletja.
Prva dva doža sta bila imenovana iz Bizanca. Tretjega so proglasili Benečani sami, ki so s tem hoteli protestirati proti cesarjevi ikonoklastični politiki. Po njegovi smrti je bila doževa služba ukinjena in predstavniki oblasti so bili vojaški poveljniki (magister militum) do leta 742, ko je bila z ljudsko vstajo spet vzpostavljena doževa oblast. Nove dože je sicer volila ljudska skupščina (beneško concio [kònčo]), a večkrat so izvoljenci skušali preklicati volilno politiko in uvesti dinastično nasledstvo. Dosegli so pravico, da si izberejo sodelavca iz vrst sorodnikov in nato da je ta sodelavec njihov naslednik, kar je bilo že neke vrste dedno nasledstvo. Šele leta 1032 je ljudska skupščina z zakonom prepovedala vsakršno imenovanje naslednikov in potrdila volilni sistem. To velja za prvi ustavni zakon Beneške republike. Uzakonitev volilnega postopka in omejitev doževih pravic je bila prva stopnja do republiške zakonodaje, čeprav ni bil status republike, kot jo danes pojmujemo, nikoli proglašen. Benetke so le prevzele naslov Serenissima Res Publica s pomenom neodvisna država.

### Drugo obdobje republike
Od leta 1148 dalje so se morali doži ob ustoličenju odpovedati določenim pravicam v korist skupščine. To je bila promissio domini ducis, čigar tekst je vsakokrat, za vsakega doža posebej, pripravila posebna komisija. S to izjavo je dož dejansko izgubil večino oblasti in kneževina je postala Res Publica v prvotnem pomenu besede javna zadeva, kar je pomenilo, da ni smel vladati en sam človek, temveč je bila oblast v rokah več oseb, ki jih je izvolilo ljudstvo. Ustanovljen je bil Commune Veneciarum, svoje vrste srednjeveška komuna, ki se je razlikovala od ostalih italijanskih komun v tem, da je ohranila doža in da je nastala v duhu strogih bizantinskih navad. Upravna organizacija komune je bila zapletena in močno razvejana, pristojnosti raznih komisij so bile natančno določene in predvidene. Ta komplicirana ureditev, ki je do podrobnosti pogojevala vse javno delovanje, je bila tudi najmočnejše jamstvo za ohranitev ravnotežja med mogočnimi člani vladajoče oligarhije.
Proti koncu 13. stoletja je republika izgubila še zadnji videz demokratične vladavine. Dož Pietro Gradenigo, na oblasti od 1289. do 1311., je uvedel tako imenovano »aristokratično republiko« z zakonom Serrata. Ta zakon iz leta 1297 je začasno dovoljeval dednost službe v glavnem političnem organu republike Maggior Consiglio (ki je med drugim volil doža), kar je onemogočilo vstop vanj vsemu recentnemu plemstvu. Odgovor na serrato sta bila dva državna udara doževih političnih nasprotnikov, ki pa nista uspela. Nasprotno, stanje se je postopoma še bolj zaostrilo in dednost je postala dokončno zakonita. Leta 1423 je bila tudi formalno ukinjena Ljudska skupščina, s čimer je postal Maggior Consiglio, ki so ga sestavljali sami stari aristokrati z dedno pravico, neomejeni vladar Beneške republike.

### Tretje obdobje republike
Aristokratična republika je bila zadnje razvojno obdobje države, v katerem je Beneška republika dosegla višek svoje moči na mednarodnem nivoju, kakor tudi najvišjo življenjsko raven svojih državljanov. V začetku 16. stoletja je bila priznana evropska velesila predvsem zaradi velikega bogastva njenega trgovskega in finančnega poslovanja, a tudi zaradi izredne sposobnosti njenih upraviteljev, diplomatov in vojakov. Obsegala je ozemlja Benečije, Furlanije, Istre, Dalmacije in Kotorja, del Lombardije, Jonske otoke, Peloponez in večino grških otokov, Kreto in Ciper, pa tudi več mest in pristanišč v vzhodnem Sredozemlju.
Prvi udarec beneški trgovini je zadalo odkritje Amerike, ki je v teku desetletij preusmerilo pomorsko trgovino iz Sredozemlja čez Atlantik, vendar je bila republiška ekonomija dovolj močna, da se je vključila v novo razmerje sil. Toda kmalu so na vzhodne posesti začeli pritiskati Turki in v dolgoletnih vojnah v teku 16. in 17. stoletja je morala Beneška republika odstopiti večino svojih prekomorskih posesti. Na Apeninskem polotoku so se beneški teritorialni interesi križali z interesi Papeške države, ki se je zavezala s Francozi proti republiki. Leta 1797 je Napoleon zasedel vse beneške kopenske posesti na Apeninskem polotoku in zagrozil z napadom na Benetke. Benečani, ki so imeli še živo v spominu grozote francoske revolucije, so hoteli prizanesti svojemu mestu uničenje in so se predali. Dne 12. maja 1797 je dož izročil svoje insignije in Maggior Consiglio (Najvišji svet) je razglasil padec republike ter odstopil. Francoske čete so vkorakale v Benetke brez boja. Tako se je po 1100 letih zaključila najdlje trajajoča republika v zgodovini. Campoformijski mir je določil, da se njen severni predel do vključno Boke Kotorske priključi Avstriji, južna posestva (Albanija in Jonsko otočje) so ostala Francozom.

## Širjenje ozemlja
Benetke so se osamosvojile od Bizanca v 9. stoletju in kmalu postale najmočnejša od pomorskih republik. V visokem srednjem veku so ob razvoju trgovine z Levantom, ustanavljanju tamkajšnjih trgovskih postojank in njenem nadzoru postale ena glavnih trgovskih in vojaških velesil v vzhodnem Sredozemlju. Tako se je država v začetku 11. stoletja začela širiti na vzhodno obalo Jadrana in zasedla Istro, Dalmacijo in Albanijo. Beneško ladjevje je odločilno pripomoglo k zavzetju Konstantinopla s strani križarjev v četrti križarski vojni leta 1204. Ob kasnejši razdelitvi Bizantinskega cesarstva so Benetke dobile veliko ozemlja v Egejskem morju, vključno z otoki Kreto in Evbojo. Leta 1489 je Benetkam bil priključen še Ciper, pred tem križarska država.
Beneška republika je bila v letih 1257 do 1381 v vojni z Genovsko republiko, na koncu katere je dobila popolno prevlado nad Sredozemljem. V zgodnjem 15. stoletju so se Benečani začeli širiti tudi na Apeninski polotok in v Padsko nižino, kot odgovor na grozeče širjenje Giangaleazza Viscontija, milanskega vojvoda. Do leta 1410 je Beneška republika zavzela večino današnje Benečije, vključno s pomembnima mestoma Verono in Padovo. Benečani so prav tako prišli navzkriž s Papeško državo, pri nadzoru pokrajine Romanje. Spor je leta 1508 pripeljal do ustanovitve Kambrejske lige, v kateri so papež Julij II., francoski kralj Ludvik XII., cesar Maksimilijan I. in kralj Aragonije Ferdinand II. skupaj nastopili proti Republiki. Čeprav so Francozi porazili Benečane pri Agnadellu leta 1509, Benetke zaradi razpada koalicije niso utrpele večje izgube ozemlja.
V tem času se je na Balkan in vzhodno Sredozemlje začelo širiti Osmansko cesarstvo, ki je resno ogrozilo Beneško republiko. V letih 1570-71 so Turki zasedli Ciper, kljub zmagi katoliške Svete lige v bitki pri Lepantu. Kmalu zatem so Benečani sklenili s Turki premirje, ki je potrdilo izgubo Cipra. Za časa kandijske vojne (1645-1669) je Beneška republika izgubila še Kreto.
Do 18. stoletja je bila država le še bleda senca nekdanje velesile, čeprav je še naprej vladala jadranskemu primorju in Jonskim otokom. Leta 1797 je bila zavojevana s strani Francozov pod generalom Napoleonom Bonapartejem in z mirovnim sporazumom v Campoformiju (danes Campoformido) razdeljena med republiko Francijo in Svetim rimskim cesarstvom.

## Pravna ureditev in oblast
Pri preučevanju administracije Beneške republike je treba razlikovati med pravno ureditvijo in dejansko oblastjo. Pravna ureditev je bila formalna določitev vseh državnih funkcij do podrobnosti, kar je prešlo celo v pregovor kot »bizantinska natančnost.« V resnici se je dogajalo, da je prava oblast, se pravi skupek najvišjih pravic, bila v rokah nekaterih mogočnih osebnosti, ki so jo prilagajale svojim namenom. Načelna preciznost in strogost zakonov je spodbujala tudi iznajdljive načine njihove kršitve.

### Ljudska skupščina
Formalno je bil suvereni nosilec vsake oblasti beneško ljudstvo, ki se je združevalo v skupščini imenovani concio [kònčo]. Skupščino so sestavljali vsi svobodni možje, kar je pomenilo pripadnike družin, ki so vsaj tri generacije živele v Benetkah. Njena glavna obveznost je bila volitev in priznanje doža. V teku stoletij se je pomembnost skupščine večkrat spreminjala, tudi glede na moč in spretnost njenih nasprotnikov. Kot primer je vredno navesti borbo za dednost doževe funkcije, ki je bila dolgo glavni problem beneške vlade. Kljub prepovedi skupščine je bilo med 8. in  9. stoletjem imenovanih kar 15 doževih koadjutorjev (co-dux), a po drugi strani, kljub doževim odločbam jih je samo šest doseglo visoki položaj..
Pravo priznanje suverenosti je skupščina dosegla leta 1032, ko je namesto predlaganega doža ustoličila svojega predstavnika in istočasno z zakonom prepovedala dotedanji način imenovanja dožev. S tem zakonom je bila dejansko ukinjena kneževina in osnovana republika.

### Najvišji svet
Ena prvih posledic vpliva suverene ljudske skupščine je bila doževa določitev Sveta modrih (Consilium Sapientium), ki je bil predstavnik skupščine in obvezni svetovalec doža. Zadevna listina je bila izdana leta 1143 v imenu Commune Veneciarum, to je Beneške komune. Po skoraj tridesetih letih se je Svet modrih preimenoval v Maggior Consiglio, to je Najvišji svet, v katerega so bile vključene vse komisije in manjši administrativni organi države. Sestavljalo ga je 35 svetnikov, pozneje 100 in po letu 1178 so bili priključeni še svetniki novonastale sodne komisije Quarantia [kuarantìja]. Sprva je svetnike imenovala skupščina, od leta 1207 pa trije njeni predstavniki, po letu 1230 sedem predstavnikov. Pripadniki bivših manjših upravnih organov so večinoma imeli dedno pravico do svoje službe ali so si jo na kak način pridobili. Tako sta se v Najvišjem svetu opredelili dve struji, to je izvoljeni svetniki in dedno upravičeni svetniki. Po dolgem prepiranju je zmagala stranka aristokratov, to je svetnikov po dednem nasledstvu, ki je leta 1319 dokončno onemogočila ne-plemiškim osebam vstop v svet. Maggior Consiglio je postal zaprta koalicija beneških aristokratov, ki je imela zadnjo besedo v vsakem državnem problemu.
Ljudska skupščina, ki se že davno ni več mogla zoperstavljati Najvišjemu svetu, je bila uradno ukinjena leta 1423. Visoki cerkveni predstavniki so bili odstranjeni od sveta v letu 1498.

### Dož
Podoba najvišje funkcije v Beneški republiki se je v teku stoletij močno spreminjala. V začetku obstoja, ko je bila država še kneževina, je imel knez/dož dejansko neomejeno oblast, saj se je moral podrediti samo bizantinskemu cesarju, ki je pa bil v vseh ozirih zelo oddaljen. S politiko vestnega izpolnjevanja cesarjevih zakonov (predvsem davčnih) so si Benečani pridobili zaupanje in ugled, tako da je bila dožu dodeljena poleg začetne vojaške funkcije tudi vsaka druga oblika oblasti. Ta absolutistični položaj je s časom začel presedati beneškim aristokratom, ki so najprej vedno bolj omejevali doževe pristojnosti, nato pa celo proglasili republiko.
Leta 1032 je Ljudska skupščina concio izdala zakon, s katerim je prepovedala dednost doževe službe. Dožu sta bila dodeljena dva svetovalca/nadzornika. Odslej je njegova oblast strmo upadala. Leta 1143 je kneževina postala komuna, na čelu katere je sicer ostal dož, a skupno s Svetom modrih. Slednji se je v kratkem spremenil v Najvišji svet, ki je v nekaj desetletjih popolnoma prevzel oblast.
Ob koncu 15. stoletja so bili doži samo še formalna raprezentanca republike. Narod jih je zaničevalno imenoval »reklamne table državnega gostišča«.

### Drugi državni organi
Bizantinska skrb za podrobnosti je tudi v Beneški republiki osnovala veliko upravnih in sodnih teles, od katerih je vredno omeniti najvažnejša.
Nižji svet (Minor Consiglio) je sestavljalo šest svetnikov, ki jih je izvolil Najvišji svet. Njihova naloga je bila pomagati dožu in ga istočasno strogo nadzirati, celo v osebni korespondenci, da ni prešel meja svoje oblasti. Glavni od teh svetnikov je bil dožev namestnik v slučaju trenutne nerazpoloženosti ali zadržka. Celotni Nižji svet, skupaj z dožem in tremi predstavniki quarantie so bili najvišje predstavništvo države, imenovano Signoria. Naslov Serenissima Signoria je nadomestil poimenovanje Commune Veneciarum v vseh uradnih listinah po letu 1423.
Quarantia (Consiglio dei XL) je bil suvereni organ za finančne zadeve in najvišji sodni organ. V začetku je to bilo 40 oseb (beneško quaranta = štirideset), ki jih je imenoval dož na predlog devetih predstavnikov ljudske skupščine. Bili so enakopravni vsem drugim članom Najvišjega sveta, zato so imeli pravico do vseh političnih razprav, vendar so se s časom omejili na upravljanje državnih financ ter na pravno plat zakonodaje in sodstva. Svetnike je volil Najvišji svet za dobo enega leta in so bili lahko spet izvoljeni. Pozneje se je ta državni organ razvejal in število članov se je pomnožilo, predvsem zaradi preobilice pravosodnih funkcij.
Svet naprošenih (Consiglio dei Pregadi) je nastal kot pomožni organ Najvišjega sveta v zunanjepolitičnih zadevah. Imenoval se je dei Pregadi (beneško pregar = prositi, pregado = naprošen), ker so bili svetniki sprva »naprošeni« od doža za mnenje in nasvet. Sestavljalo ga je 60 članov, ki jih je letno izvolil Najvišji svet, in pozneje še drugih 60 kot »dodatek« (Zonta). V 14. stoletju se je pod vplivom humanističnih idej preimenoval v Senat. V tej dobi je že prevzel večino funkcij Najvišjega sveta in se razširil na 240 članov.
Svet desetih (Consiglio dei X) je deloval od leta 1335 do konca republike. Sestavljalo ga je deset članov, ki so bili zadolženi za državno varnost. Bili so izvoljeni letno, a ne dve leti zaporedoma in ne istočasno z drugim družinskim članom. Njihove preiskave in zasliševanja so bila tajna in brez možnosti ugovora. Končna obsodba, po potrebi isto tako tajna, je bila nepreklicna in smrtne kazni izvršene takoj in nikoli javno. V svetu je delovala ožja komisija treh Inkvizitorjev, ki so ščitili določene državne tajnosti celo pred kolegi.
V teku 15. in 16. stoletja so si sledila ostra nasprotja in borbe za nadoblast med Senatom in Svetom desetih, dokler ni bilo doseženo ravnotežje med tremi preostalimi političnimi silami: Najvišjim svetom, Senatom in Svetom desetih. Ustalilo se je sodelovanje med zakonodajno, sodno in izvršno oblastjo.